# Roberto Aguirre
Roberto Rodolfo Aguirre (Avellaneda, 10 febbraio 1942) è un ex calciatore argentino, di ruolo centrocampista.

## Carriera

### Club
Aguirre ha iniziato la carriera nel Quilmes, con cui gioca nella stagione 1962 nella massima serie argentina, con cui ottenne il quindicesimo ed ultimo posto in campionato.
Nel 1965 passa al Newell's Old Boys, con cui gioca altre quattro stagioni nella massima serie argentina. Il suo esordio con i rossoneri avvenne il 18 aprile 1965 contro il Central Córdoba (R), sotto la guida tecnica di Gerónimo Díaz.
Nella stagione d'esordio fu l'unico, insieme al portiere Alfredo Gironacci, a giocare tutti i 34 incontri disputati dal club; nello stesso anno segnò il suo primo gol con La Lepra nella vittoria per 1-0 contro l'Independiente del 27 ottobre.
Con il Newell's giocò in totale 134 partite, segnando sei reti.
Terminata l'esperienza al Newell's Aguirre passa nella stagione 1969 al Racing Club, con cui raggiunge la semifinale del torneo Metropolitano, persa con i futuri campioni del Chacarita Juniors.
Nella stagione 1971 passa al Banfield, con cui gioca sempre nella massima serie del paese sudamericano.
Nel 1972 si trasferisce negli Stati Uniti d'America per giocare con i Miami Gatos, con cui ottiene il quarto posto nella Southern Division della NASL. Terminato il campionato NASL Aguirre si aggregò al Cincinnati Comets, con cui vinse l'American Soccer League 1972, torneo rivale della lega maggiore americana.
Nel 1973 torna al club di Miami, rinominatosi Toros e nel quale militerà sino al 1976. Con i Toros otterrà come miglior piazzamento il raggiungimento della finale della NASL 1974, che giocò subentrando a Derek Watts, persa ai rigori contro i L.A. Aztecs.
Nel 1977 segue la franchigia dei Toros trasferitasi a Fort Lauderdale per dare origine ai Ft. Lauderdale Strikers. Con i Strikers giocherà ancora due stagioni, raggiungendo le semifinali del torneo nell'edizione 1978.

### Nazionale
Tra il 1968 ed il 1969 Aguirre giocò otto incontri con la nazionale dell'Argentina, debuttando nella sconfitta esterna per 4-1 contro il Brasile il 7 agosto 1968.

## Palmarès
- American Soccer League: 1

Cincinnati Comets: 1972